# Lincoln (Vermont)
Lincoln – miasto w Stanach Zjednoczonych, w stanie Vermont, w hrabstwie Addison.